# 当记念安息日，守为圣日
「当记念安息日，守为圣日」或譯「應記住安息日，守為聖日」（[זָכוֹר אֶת יוֹם הַשַׁבָּת לְקַדְּשׁוֹ] 错误：{{Lang-xx}}：拉丁字母轉寫第 21 個字元「安」不是拉丁字母。（帮助））是十诫之一，记载于圣经的妥拉中。
诫命的完整内容如下：
|                                   | 当记念安息日，守为圣日。六日要劳碌做你一切的工，但第七日是向耶和华你神守的安息日。这一日你和你的儿女、仆婢、牲畜，以及在你城里的寄居者都不可做工。因为六日之内，耶和华造天地海和其中的万物，第七日便安息。所以耶和华赐福与安息日，定为圣日。 |
| ——《出埃及记》，20:8-11（和合本） | |

|                                 | 應記住安息日，守為聖日。六天應該勞作，作你一切的事；但第七天是為恭敬上主你的天主當守的安息日；你自己、連你的兒女、你的僕婢、你的牲口，以及在你中間居住的外方人，都不可作任何工作。因為上主在六天內造了天地、海洋和其中一切，但第七天休息了，因此上主祝福了安息日，也定為聖日。 |
| ——《出谷紀》，20:8-11（思高本） | |

## 背景
根据圣经记载，当神在西奈山向以色列人颁布十诫时，命令他们记念安息日，守为圣日，不可做工，并要让全家都停止劳作。这是为了纪念神创造天地的作为，并认可祂在创世周中赐予第七日的特殊地位。

## 古代的理解
妥拉将安息日的概念既描述为第七日的休息，也包括让土地在每个第七年休耕。这不仅是对神在创世周第七日安息的记号和纪念，也是为了让仆人、家人和牲畜得以休息和恢复。
除了安息日和安息年，七日周期也是圣经中许多指示的关键。例如，对疑似患有皮肤病的人进行祭司检查后需要隔离七天，然后祭司会重新检查并决定其洁净或不洁。其他特别的日子包括第七个安息日之后的一天，第七个月的第一天，以及洁净病或其他不洁事件后仪式洁净的日子。
在耶利哥战役中，约书亚指挥军队连续七天围绕耶利哥城，每天绕行一次，而第七天则绕行七次。
妥拉描述了未遵守安息日为圣日的行为将受到死刑惩罚。如果未守安息年，将会在因背约而导致的被掳时期中得到补偿。
安息日也有祭品献上和摆设饼的要求，还有特别的安息日献祭。
赎罪日被视为“安息日中的安息日”。这一天，大祭司唯一一次进入至圣所，内有装着刻有十诫石版的约柜。若未遵守仪式要求或在非赎罪日进入至圣所，祭司将面临死亡。

## 犹太观点
伊本·以斯拉（Ibn Ezra）认为，《出埃及记》中关于十诫的记载是完全按照石版上写的内容记录的，而《申命记》中不同版本的记载则是摩西的话，提醒以色列人遵守诫命，“正如耶和华你的神所吩咐的。” 伊本·以斯拉解释说，摩西在《申命记》中没有重复提到诫命开头关于六日创造的内容，因为《申命记》中的诫命本身已经通过“正如耶和华你的神所吩咐的”这句话回溯到《出埃及记》的诫命。相反，摩西在《申命记》中揭示了诫命的另一个动机，即奴仆在安息日得以休息，使以色列人能够记住他们曾在埃及为奴，但耶和华将他们救赎出来。
拉比摩西·本·纳赫曼（Ramban，即拉班）也认为，《出埃及记》中关于安息日诫命的版本是神直接宣告的，而《申命记》中的版本则是摩西的复述和解释。拉班指出，摩西希望强调，禁止工作的命令甚至延伸到农业劳作和食物生产。他进一步解释了在两个版本中不同的理由：《出埃及记》中提到的理由是创造，而《申命记》中提到的是出埃及。出埃及的事件进一步证实了耶和华作为世界创造者的身份。因为只有创造者才能完全掌控自然元素。
|  | 因此，安息日是对出埃及事件的纪念，而出埃及事件又是对安息日的纪念，因为在安息日，人们会记住并宣告，正是耶和华……在创世之初创造了万物……他在这里（《申命记》中）没有解释休息的理由是因为耶和华在六日之内创造天地，因为这一点在妥拉中已经多次提到。他反而解释说，通过出埃及，他们将知道是祂一言即出，天地万物便随之而成，并且祂在那日停止了一切工作。</ref> |

迈蒙尼德（Rambam，即拉姆巴姆）认为安息日诫命的两个理由都同等重要：
|  | 耶和华吩咐我们在安息日停止工作并休息，出于两个目的；即：（1）确认创造论的真理，这直接引导我们相信神的存在；（2）记住神的恩慈，将我们从埃及人的奴役中解救出来——因此安息日是双重的祝福：它带给我们正确的观念，同时也促进我们的身心健康。</ref> |

## 基督教观点

### 新约
在新约中，与十诫其他九条对应的道德指令被重复提及，但关于安息日的诫命则明显缺失。然而，安息日诫命的背景和犹太教的理解贯穿了许多新约叙述和讨论。
例如，耶稣被描述为指出犹太人对摩西律法的误解，他们将安息日的要求变得比神所要求的更为严苛。耶稣指出，在安息日吃东西并不违法，即使是从田间摘下麦穗果腹。行善于安息日也是合法的。治病是一种怜悯的行为，而耶稣作为“安息日的主”，是充满怜悯的。因此，对耶稣在安息日治病的指责是站不住脚的。
|                                | 那时，耶稣在安息日经过麦地。祂的门徒饿了，就掐起麦穗来吃。法利赛人看见，就对祂说：“看哪！你的门徒做了安息日不可做的事。” 耶稣对他们说：“经上记着，大卫和跟从他的人饥饿之时所做的事，你们没有念过吗？他怎么进了神的殿，吃了陈设饼，这饼不是他和跟从他的人可以吃的，唯独祭司才可以吃。再者，经上记着，在安息日，祭司在殿里犯了安息日的规矩，还是无罪的，你们没有念过吗？但我告诉你们，在这里有比殿更大的。你们若明白‘我喜爱怜悯，不喜爱祭祀’这句话的意思，就不将无罪的当作有罪的了。因为人子是安息日的主。” |
| ——《马太福音》12:1-8（和合本） | |

|                                | 那時，耶穌在安息日由麥田中經過：他的門徒餓了，開始掐麥穗吃。法利塞人一見，便對他說：「看，你的門徒作安息日不許作的事。」耶穌對他們說：「你們沒有念過：達味與那些同他在一起的人，饑餓時，作了什麼？他怎樣進了天主的殿，吃了供餅？這供餅原是不准他吃，也不准同他在一起的人吃，而是只許司祭吃的。或者你們在法律上沒有念過：安息日，司祭在聖殿內違犯了安息日，也不算為罪過嗎？但我告訴你們：這裏有比聖殿更大的。假如你們瞭解『我喜愛仁愛勝過祭獻』是什麼，你們就決不會判斷無罪的人了，因為人子是安息日的主。」 |
| ——《瑪竇福音》12:1-8（思高本） | |

### 天主教观点
天主教会认为“應記住安息日，守為聖日。”（《出谷紀》20:8–10）的诫命是遵守“大诫命”的一部分，即“尽心、尽性、尽意爱上主你的天主”（《馬爾谷福音》2:27–28）。 天主教强调安息日的圣洁性（《出谷紀》31:15），并将其与天主在创造天地六日后第七日的安息联系起来（《出谷紀》20:11），视为对以色列从埃及为奴之地被解救的提醒（《申命紀》5:15）。 同时，这也是对“工作之奴役”和“金钱之崇拜”的抗议（《出谷紀》31:17, 23:12）。

### 信義宗观点
马丁·路德认为，在外在的遵守方面，安息日的诫命仅适用于犹太人，对基督徒并无严格约束。然而，路德认为自愿选择一天作为休息日，并专注于阅读圣经、敬拜神和祷告，是智慧之举。他认为这一天不必特定为某一天，但可以延续星期日（主日）这一长期传统，因为没有必要通过不必要的创新造成混乱。路德强调，单单通过休息无法使某一天变得圣洁，而是通过个人在神的话语中寻求圣洁来实现这一目标。
|                         | 因为神的话语是所有圣所中至高的圣所，甚至是我们基督徒唯一知道和拥有的圣所……神的话语是使一切圣洁的珍宝，通过它连所有圣徒本身也得以圣洁。因此，无论何时，当神的话语被教导、宣讲、聆听、阅读或默想时，因着这话语而不是外在的行为，个人、时间和工作都被圣化。因此，我常说，我们的整个生命和工作都必须按照神的话语来安排，才能使其蒙神悦纳并成为圣洁。这就是这个诫命的意义和实现。 |
| ——《大问答》, 马丁·路德 | |

在《创世论：创世记1-3章的批判与灵修注释》中，路德还对安息日的理由、重要性和持续意义发表了以下评论：
|  | 神并未将天堂、地球或其他任何受造物分别为圣，但祂却将第七日分别为圣。这是神特别设计的，为了让我们理解第七日特别用于敬拜神的目的。凡归属于神并专门从世俗用途中分别出来的，都是圣洁的…… 因此，这段经文表明，即使亚当未犯罪，他仍然会遵守“第七日”为圣洁的日子；即他会在那一天教导他的子孙后代关于神的旨意和敬拜。 此外，通过安息日的圣化，也清楚地表明，人被创造的特别目的就是为了认识和敬拜神。安息日并非为牛羊设立，而是为人设立的，以便人们在那神圣的日子里操练并增长对神的认识。虽然人因罪失去了对神的认识，但神仍然愿意祂关于圣化安息日的命令继续保留。祂愿意在第七日宣讲祂的话语，并实行其他由祂设立的敬拜部分，使我们首先严肃地思想我们的处境：我们是为认识和荣耀神而被创造的；并通过这些神圣的手段，在我们的思想中保持对未来永恒生命的盼望。 |

这里可以看出，路德并未主张创世记中的安息日诫命是可以被废除的。它是宇宙创造者的命令，且有其明确的目的。

### 改革宗观点
约翰·加尔文认为，既然耶稣基督完成了安息日的意义，基督徒便不再受安息日的约束（参见旧约律法的废止）。然而，加尔文强调，由于基督徒在洗礼中与基督同埋葬，并因死里复活归荣耀于神父（《罗马书》6:4），基督在安息日中完成的意义并非每周一天的休息，而是要求“我们的整个人生，直到完全舍己，被神的生命充满。”
加尔文还教导说，属灵的智慧值得每天花一部分时间，但由于许多人软弱，无法每天聚会，因此教会效仿神设立的每周模式是有用的。这种教会实践并非模仿犹太人对形式的拘泥，而是以有益且可预测的方式安排教会生活，以便会众有机会聆听神的话语，领受圣礼并参与基督教的祷告。
安德烈亚斯·卡尔施塔特，马丁·路德的同时代人，亦为新教改革的改革者，他作为维滕贝格大学的校长，主张在基督教中的安息日遵守第七日（即星期六）作为归主为圣的日子。他和重洗派其他支持安息日的人因此受到批评，被指责为犹太化者及异端。
《威斯敏斯特信仰告白》描述安息日是从创造开始的第七日，直至基督复活后改为第一日（主日）。
|  | 第六条：在福音之下，祷告或任何其他部分的宗教敬拜现在都不再与执行地点相关，也不因某特定地点而更加可悦纳。然而，神当在任何地方被敬拜，以灵与真诚敬拜祂。私人家庭每日的敬拜，个人在隐秘处的祷告，乃至更庄重的公共集会敬拜，都不可因疏忽或故意怠慢而被弃之。 |

### 卫理公会观点
在卫理宗中，“追求成圣的重要方面之一是严格遵守”十诫。 卫理公会教会的《一般规则》要求“遵守所有神的教规”，包括“参加神的公共崇拜”，并禁止“在主日进行普通的工作，或买卖交易”。 因此，“卫理宗对主日的遵守源于他们认为，主日作为休息日的遵守实现了使安息日为圣的诫命。” 《圣经卫理宗教会规范》（2014年版）中关于主日的条文如下：
|  | 我们相信，主日，即一周的第一天，被基督教会庆祝为基督徒的安息日。我们虔诚地将其作为休息和敬拜的日子，也是救主复活的延续性纪念。因此，我们在这一天避免世俗的工作和商业活动，唯有怜悯或必要之事例外。 |

从神学角度来看，卫理宗认为星期日是“特别的，但不是唯一的敬拜日。这一天因神的祝福而被分别为圣，回顾了创造和复活，要求摆脱世俗的劳累和责任，同时也预示了所有信徒盼望的主的末日。”

### 后期圣徒运动观点
耶稣基督后期圣徒教会的成员相信，主仍命令他们遵守安息日。主应许他们，如果遵守这一诫命，他们将“承受地上的丰盛”。 信徒被教导安息日应为圣日，用于圣洁的活动。后期圣徒每周参加圣餐聚会，包括按主在最后的晚餐中指示使徒的方式领受饼和水以纪念耶稣基督。其他安息日活动可能包括：祷告、默想、研读圣经和后期先知的教导、阅读健康有益的材料、陪伴家人、探望病人和困苦之人，以及参加其他教会聚会。

### 基督复临安息日会观点
基督复临安息日会从星期五日落到星期六日落遵守安息日。 在日不落或极夜的地区，例如斯堪的纳维亚北部，通常选定一个固定时间（如下午6点）作为“日落”。在安息日期间，复临信徒避免世俗工作和商业活动，但医疗救助和人道主义工作例外。尽管文化上有所不同，大多数复临信徒还避免在安息日购物、运动或进行某些形式的娱乐活动。复临信徒通常在星期六早晨举行教会礼拜，有些人也会在星期五晚上聚会以迎接安息日（有时称为“晚祷”或“开启安息日”），并在安息日结束时再次聚会。
传统上，基督复临安息日会认为十诫（包括关于安息日的第四诫）是神的道德律的一部分，未因耶稣基督的教导而被废除，仍然适用于基督徒。 复临信徒通常区分“道德律”（即十诫）和“礼仪律”（如献祭制度），认为道德律对基督徒仍然有约束力，而礼仪律的预示性事件已因基督的十字架受死而应验。

## 延伸阅读
- The Jewish Study Bible, Tanakh Translation. 2004. Berlin, Adele; Brettler, Marc Zvi; Fishbane, Michael, eds. Jewish Publication Society, New York: Oxford University Press. ISBN 0-19-529751-2
- Matthew Henry's Concise Commentary on the Whole Bible （页面存档备份，存于） (访问时间：2009年9月2日)
- 《圣经》，英文标准版。2007年，Crossway出版社，伊利诺伊州惠顿。ISBN 1-58134-379-5
- 新耶路撒冷圣经。1985年版 （页面存档备份，存于） (访问时间：2009年8月28日)
- The NIV Study Bible. 1995. Kenneth Barker, Donald Burdick, John Stek等编辑。Zondervan出版社，美国密歇根州大急流城。ISBN 0-310-92709-9